# SEQUENCE MEDITATION
『SEQUENCE MEDITATION』（シークエンス・メディテーション）は、朝霧遥と美濃みずほによって、角川書店の『CIEL』や『小説ASUKA』において連載された、小説及びコミック作品。共に1巻ずつ。

## 概要
accessが1994年後半にリリースした三部作のイメージ・リンク作品という位置付けで発表された作品で、曲やPVとストーリーがリンクしている。主人公はEXASという音楽ユニットで、access自身がモデルとなっている。内容はいわゆるボーイズラブであり、公式にリリースされたものとしては非常に画期的な作品である。
朝霧遥が小説版の文章と漫画版の原作、美濃みずほが小説版のイラストと漫画版の作画を担当している。朝霧遥は三部作の各楽曲の作詞も担当している。朝霧遥は、後に数々の浅倉大介楽曲の作詞を担当する井上秋緒と同一人物であり、accessのプロデューサー（当時）の井上哲生の妻でもある。
小説版とコミック版ではエンディングなど内容が異なる点もあるが、どちらも全て主人公である藤水貴之の視点で繰り広げられている。
同じ朝霧と美濃によるタッグで、EXAS結成前を描いた「Protonics」もある（小説2巻、コミック1巻）。

## 物語
人気音楽ユニットEXAS（エクサス）の藤水貴之は、相方である麻倉涼介に、パートナーとして以外の感情を抱き始める。それが恋であることに気づいた貴之は、男同士であることに混乱しながらも涼介にその想いを告げる。
小説版ではやや過激なシーンやラブコメチックなシーンがあったため、コミック版では「もう少しシリアスに」ということで、小説内で涼介が冗談を言うシーンや貴之が一人悩むシーンは全てカットされている。

## 登場人物
藤水貴之（ふじみ たかゆき）
この物語の主人公。モデルはaccessの貴水博之。
EXASのボーカル、通称「タカ」。何かとすぐ顔に出てしまうタイプで、いつも涼介に考えていることがばれている。涼介と一緒になる前はジュリカと付き合っていた。涼介に恋愛感情を抱き始めた頃「自分は女が好きなんだ!」と自分に言い聞かせていた。涼介とジュリカの事件をきっかけに、気持ちを抑えきれなくなり涼介に想いを告げてしまう。
貴水曰く、自分の三枚目な部分がきちんと表現されているとのこと。
麻倉涼介（あさくら りょうすけ）
EXASのキーボーディスト。モデルはaccessの浅倉大介。
マネージャーからは「涼ちゃん」、他の人からは「涼介」と呼ばれている。皮肉的でいつもタカをからかっている。「少女漫画に登場しそうな～」などよく作品内で「美少女」扱いされる。タカの思うことをなんでも見抜いてしまう。過去に風間社長と訳あり。
モデルである浅倉大介の一人称は「ボク」であるが、このキャラクターの一人称は「オレ」。
風間瞬（かざま しゅん）
EXASが所属する事務所の社長。同性愛者で涼介と訳あり。EXASの存在をよく思っていない。
阿部舞子（あべ まいこ）
EXASのマネージャー。モデルはaccessのマネージャーの安部裕子（現・新堀裕子）。
本物の安部マネと同じく「アベちゃん」と呼ばれている。作品内では「タカと涼ちゃんがくっつくことで夢とロマンを感じる」と発言、タカには理解不能。
井上一哲（いのうえ いってつ）
EXASのプロデューサー。モデルは作者（朝霧遥）の夫でありaccessのプロデューサーの井上哲生。
ジュリカ
タカの元恋人でモデル。ハーフでウェーブのかかった髪をしている。涼介に怪我をさせてしまい、その事でタカの涼介への想いをさらに強くしてしまう。わがままかと思いきや、涼介に怪我をさせてしまったことやEXASの悪口を言ってしまったことを自ら謝罪したりし、根は悪くない。
霞
涼介の幼馴染。周りからは恋人と思われており、お互い必要とする存在でありながら、実際は恋愛関係ではなかった。タカと涼介が一緒になって、涼介が本気だということに気づき二人を見守ることにした。

## 小説とコミックの違い
- 小説版はコミックと比べ長く、タカの考えごとが多く表現されている。
- コミック版では霞やサポートメンバーがまったく登場しない。
- 小説版とコミック版ではタカが涼介に想いを告げる場面が違う。
- エンディングがバッドエンドとハッピーエンドとかなり違う。

## タイトル一覧

### 漫画
SEQUENCE MEDITATION (角川書店 ISBN：4-04-852566-2)

### 小説
EXAS STORY VOL.I シークエンス・メディテイション (角川書店 ISBN：4-04-872932-2)